# Eleição presidencial no Chile em 1989
A eleição presidencial do Chile de 1989 foi realizada na quinta-feira, 14 de dezembro, paralelamente à eleição parlamentar. Com três candidaturas: Francisco Javier Errázuriz Talavera, Hernán Büchi e Patricio Aylwin.

## Definição de candidaturas

### Concertación

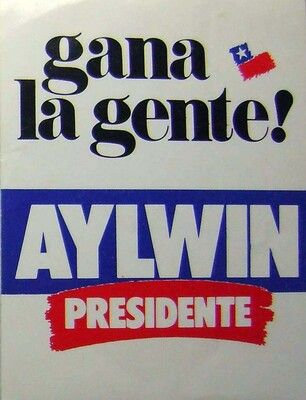
Cartza com o slogan da campanha de Patricio Aylwin.

O candidato Aylwin venceu pela Concertación de Partidos por la Democracia, então composta por 17 movimentos políticos contrários à ditadura militar.
A organização nacional, a moderação ideológica e o peso relativo na coligação fizeram com que o Partido Democrata Cristão decidisse finalmente a candidatura presidencial. Nesta decisão pesou a exposição midiática de Patricio Aylwin ao obter a nomeação anterior como porta-voz ou "primus inter pares" entre os dirigentes da Concertación para o plebiscito de 1988, o que o fez conseguir o apoio da coligação sobre alternativas do mundo a esquerda moderada como Ricardo Lagos.
A nomeação de Aylwin como candidato da Concertación ocorreu em 6 de julho - já em 28 de junho e 2 de julho o Partido Alianza de Centro e o Partido Democrático Socialista Radical, respectivamente, o haviam proclamado como seu candidato—, enquanto sua proclamação foi feita em 16 de julho de 1989 no Teatro Caupolicán, símbolo da resistência democrática durante a ditadura militar, sob o lema “Conquiste o povo ”. Em 2 de agosto, o Partido da Esquerda Socialista Ampla (PAIS) proclamou Aylwin como seu candidato.

### Democracia y Progreso

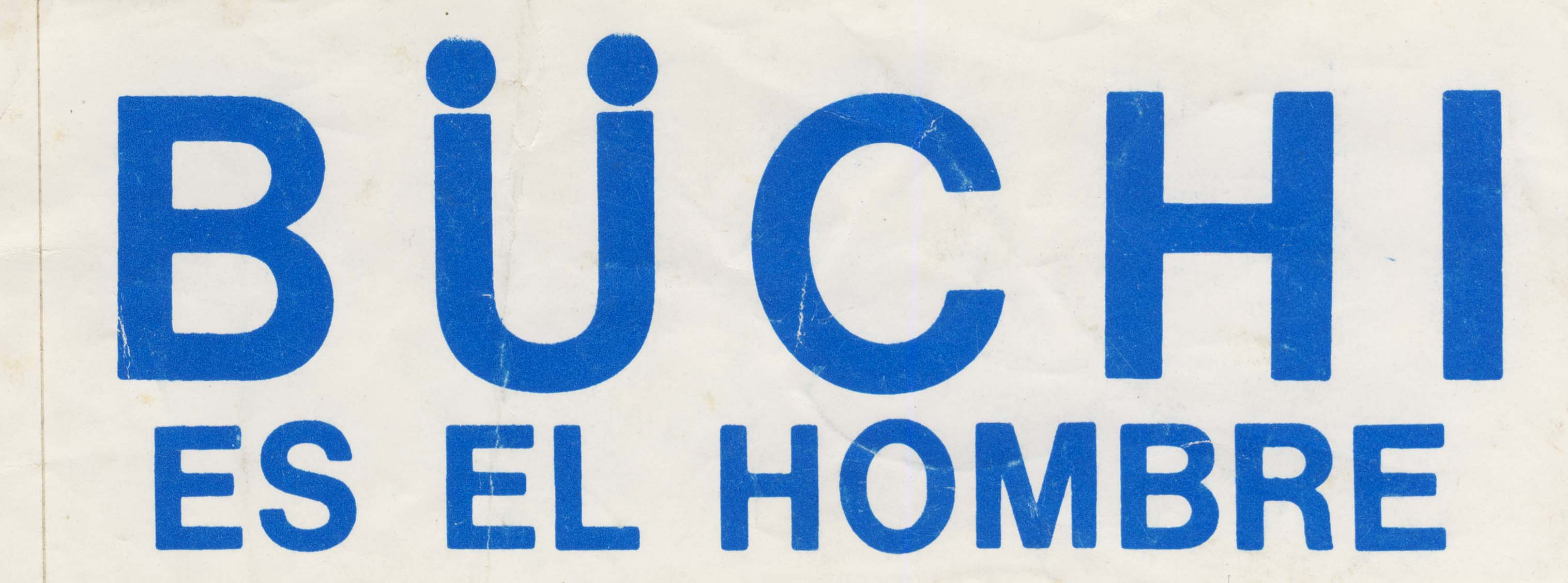
Cartza com o slogan da campanha de Hernán Büchi.

Os partidários da ditadura militar de Augusto Pinochet também sofreram um longo processo  para designar seu candidato. A figura de Hernán Büchi, ministro da Fazenda e ideólogo das reformas neoliberais reintroduzidas no Chile após a crise de 1982, gerou simpatia por sua imagem jovial e por sua estreita ligação com a bem-sucedida recuperação econômica do país. No entanto, Büchi sistematicamente se recusou a aceitar a opção de ser candidato, e se recusou a fazê-lo em um discurso feito em 15 de maio de 1989.
Diante dessa situação, em 6 de agosto, a Renovación Nacional nomeou seu candidato o ex- ministro do Interior Sergio Onofre Jarpa por votação interna realizada em 6 de agosto, onde obteve 272 votos a favor, 3 contra e um em branco.
Büchi finalmente concordou em ser candidato em 11 de julho e em uma negociação política, o pacto Democracia e Progresso e o partido Democracia Radical nomearam como seu candidato sob o slogan "Büchi é o homem ". Em 10 de agosto, recebeu apoio formal da Renovación Nacional, que retirou o apoio a Sergio Onofre Jarpa que lhe dera apenas 4 dias antes.
Sua campanha foi do ex-ministro Pinochet e empresário Pablo Baraona, que assume essa condição para a coordenação econômica e como membro do principal partido da coalizão, a Renovación Nacional. Na sua primeira fase, este cargo foi assumido por Sebastián Piñera, também membro da Renovação Nacional, que não o assumiu na candidatura final.

### Francisco Javier Errázuriz Talavera
No entanto, a direita não esperava que uma terceira opção fosse levantada. O empresário Francisco Javier Errázuriz Talavera fez sua candidatura presidencial fora dos partidos políticos. Declarando-se independente, afirmou "ter votado no Sim com o coração no Não" no plebiscito de 1988, e buscou uma plataforma próxima ao centro político para obter um voto.
Foi apoiado pelo Partido Liberal, o Partido Socialista Chileno (um partido instrumental que apoiava o Sim, e não relacionado ao Partido Socialista atual), e o partido Avanzada Nacional, mais o Partido Nacional e o Partido do Sul, todos partidos com lideranças locais. e pouco alcance na mídia. O slogan da campanha foi: "Errázuriz, a oportunidade para um Chile digno".

## Apoio político
| Coalizão                                  | Partido                                       | Candidato                         |
| ----------------------------------------- | --------------------------------------------- | --------------------------------- |
| Democracia e Progresso                    | Renovação Nacional                            | Hernán Büchi (ind.)               |
| Democracia e Progresso                    | União Democrática Independente                | Hernán Büchi (ind.)               |
| Aliança Central                           | Democracia Radical                            | Hernán Büchi (ind.)               |
| Aliança Central                           | Nacional Avançado                             | Francisco Javier Errázuriz (ind.) |
| Liberal Socialista Chileno                | Partido Liberal                               | Francisco Javier Errázuriz (ind.) |
| Liberal Socialista Chileno                | Partido Socialista Chileno                    | Francisco Javier Errázuriz (ind.) |
| Fora do pacto                             | Partido Nacional                              | Francisco Javier Errázuriz (ind.) |
| Fora do pacto                             | Partido del Sur                               | Francisco Javier Errázuriz (ind.) |
| Fora do pacto                             | Partido Comunista do Chile                    | Patricio Aylwin (PDC)             |
| Unidade para a Democracia                 | Partido da Esquerda Socialista Ampla          | Patricio Aylwin (PDC)             |
| Unidade para a Democracia                 | Partido Socialista Democrático Radical        | Patricio Aylwin (PDC)             |
| Concertación de Partidospor la Democracia | Partido Democrata Cristão                     | Patricio Aylwin (PDC)             |
| Concertación de Partidospor la Democracia | Partido pela Democracia                       | Patricio Aylwin (PDC)             |
| Concertación de Partidospor la Democracia | Partido Radical                               | Patricio Aylwin (PDC)             |
| Concertación de Partidospor la Democracia | Partido da Social Democracia Chilena          | Patricio Aylwin (PDC)             |
| Concertación de Partidospor la Democracia | Partido Socialista                            | Patricio Aylwin (PDC)             |
| Concertación de Partidospor la Democracia | União Socialista Popular                      | Patricio Aylwin (PDC)             |
| Concertación de Partidospor la Democracia | Partido Nacional Democrático                  | Patricio Aylwin (PDC)             |
| Concertación de Partidospor la Democracia | Movimento de Ação Popular Unitária            | Patricio Aylwin (PDC)             |
| Concertación de Partidospor la Democracia | Camponês MAPU                                 | Patricio Aylwin (PDC)             |
| Concertación de Partidospor la Democracia | Esquerda Cristã                               | Patricio Aylwin (PDC)             |
| Concertación de Partidospor la Democracia | Partido Humanista                             | Patricio Aylwin (PDC)             |
| Concertación de Partidospor la Democracia | Os Verdes                                     | Patricio Aylwin (PDC)             |
| Concertación de Partidospor la Democracia | Partido da Aliança do Centro Nacional-Liberal | Patricio Aylwin (PDC)             |

## Enquetes

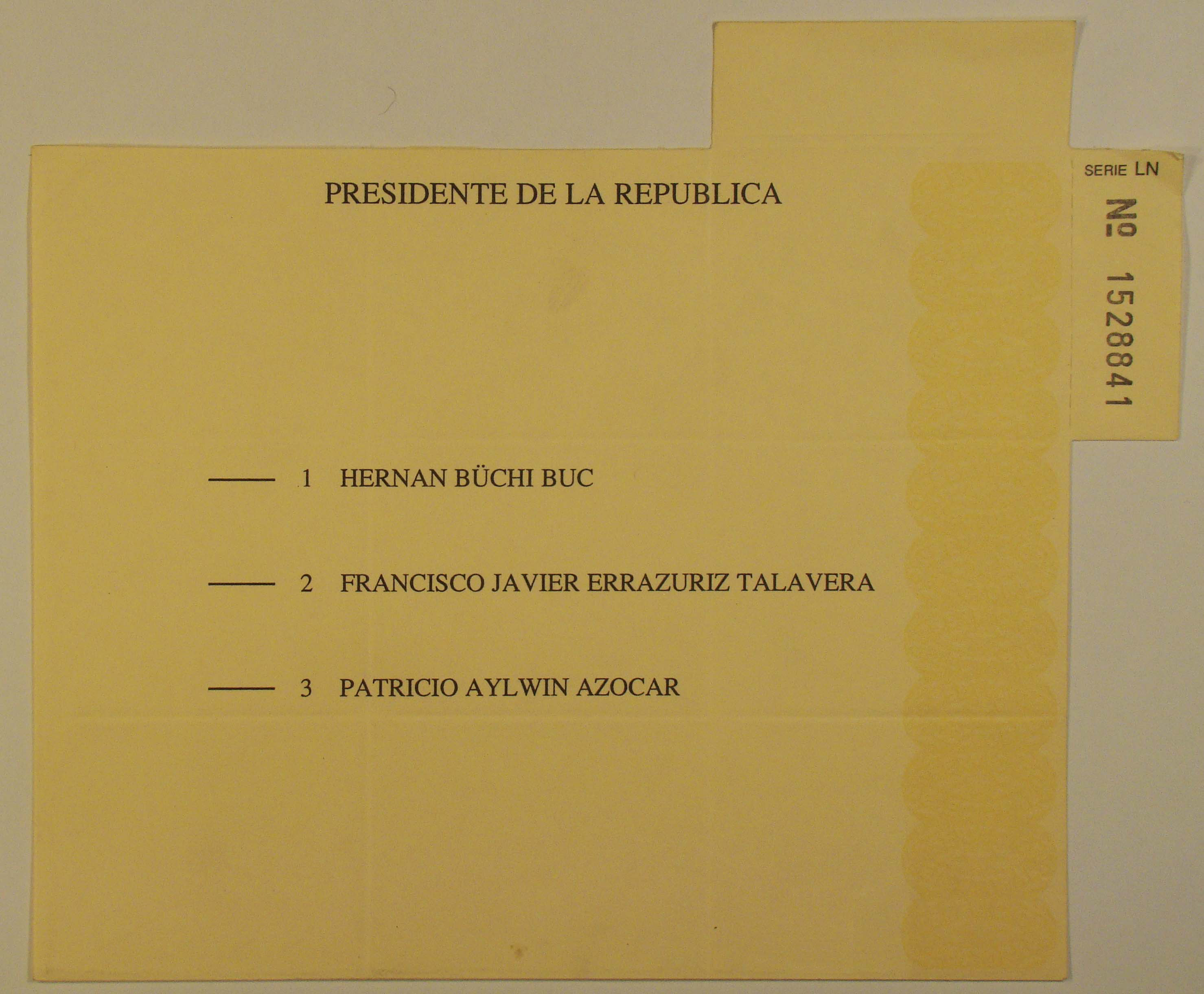
Voto usado na eleição.

| Encuesta              | Fecha                              | Aylwin | Büchi  | Errázuriz | Blanco Nulo |
| --------------------- | ---------------------------------- | ------ | ------ | --------- | ----------- |
| CERC                  | 7-1989                             | 53,8 % | 28,3 % | 9 %       |             |
| Carta Confidencial    | 8-9-1989                           | 43,8 % | 35,2 % | 13,2 %    |             |
| CEP/Adimark           | 20 de outubro-1989                 | 47,4 % | 30,2 % | 11,4 %    | 3,5 %       |
| Gemines               | 23 de outubro-1989                 | 58,3 % | 28,7 % | 8,4 %     |             |
| FLACSO                | 25 de outubro-1989                 | 52,5 % | 28,7 % | 8,7 %     |             |
| CERC                  | Novembro de 1989                   | 56,4 % | 27,5 % | 14,1 %    | 2 %         |
| Comando H. Büchi      | 17 de novembro-1989                | 34,5 % | 39,3 % | 9,1 %     |             |
| Gemines               | 17 de novembro/24 de novembro-1989 | 56 %   | 28,7 % | 12,6 %    |             |
| CIS                   | 18-11-1989                         | 56,8 % | 22,8 % | 8,6 %     |             |
| CERC                  | 24 de novembro-1989                | 56 %   | 31,2 % | 9,8 %     |             |
| Sevac                 | 8 de dezembro-1989                 | 40,6 % | 30,1 % | 12,7 %    |             |
| Investmerk            | 8 de dezembro-1989                 | 42,6 % | 33,2 % | 12,1 %    |             |
| Consultores Asociados | 9 de dezembro-1989                 | 50,8 % | 34,4 % | 10,7 %    |             |
| Gallup                | 11 de dezembro-1989                | 50,9 % | 28,5 % | 20,6 %    |             |
| Gemines               | 11 de dezembro-1989                | 55,9 % | 29,1 % | 12,4 %    |             |
| Investigaciones       | 11 de dezembro-1989                | 44 %   | 31 %   | 19 %      |             |
| Bestland              | 12 de dezembro-1989                | 42,9 % | 25,6 % | 9,8 %     |             |
| CERC                  | 12 de dezembro-1989                | 57 %   | 25 %   | 16 %      |             |

## Resultados
Na quinta-feira, 14 de dezembro de 1989, os chilenos elegeram democraticamente seu novo presidente, com o seguinte resultado: 55,2 % dos votos para Aylwin, 29,4 % para Büchi e 15,4 % para Francisco Javier Errázuriz.
| Candidato                | Candidato                | Candidato                           | Partido                  | Aliança Apoio político                  | Votos     | %                 |
| ------------------------ | ------------------------ | ----------------------------------- | ------------------------ | --------------------------------------- | --------- | ----------------- |
|                          |                          | Patricio Aylwin Azócar              | PDC                      | Concertação de Partidos pela Democracia | 3 850 571 | 55,17             |
|                          |                          | Hernán Büchi Buc                    | Ind                      | Democracia e Progresso                  | 2 052 116 | 29,40             |
|                          |                          | Francisco Javier Errázuriz Talavera | Ind                      | Liberal Socialista Chileno              | 1 077 172 | 15,43             |
| Total de votos válidos   | Total de votos válidos   | Total de votos válidos              | Total de votos válidos   | Total de votos válidos                  | 6 979 859 | 97,5 %            |
| Votos nulos              | Votos nulos              | Votos nulos                         | Votos nulos              | Votos nulos                             | 103 631   | 1,45 %            |
| Votos em branco          | Votos em branco          | Votos em branco                     | Votos em branco          | Votos em branco                         | 75 237    | 1.05 %            |
| Total de votos expressos | Total de votos expressos | Total de votos expressos            | Total de votos expressos | Total de votos expressos                | 7 158 727 | 100 %             |
| Total registrado         | Total registrado         | Total registrado                    | Total registrado         | Total registrado                        | 7 557 537 | Abstenção: 5,28 % |